# أغوارون
بلدية أغوارون (بالإسبانية: Aguarón) هي بلدية تقع في مقاطعة سرقسطة التابعة لمنطقة أراغون شمال شرق إسبانيا.

## الديموغرافيا
بلغ عدد سكان بلدية أغوارون 873 نسمة عام 2011 (وفقاً للمعهد الوطني الإسباني للإحصاء).
| 746 | 753 | 763 | 776 | 838 | 896 | 873 |